# Alachis
Alachis, noto anche come Alahis o Alagis (... – Cornate d'Adda, 689), è stato un duca longobardo, duca di Trento e duca di Brescia alla fine del VII secolo e usurpatore del trono dei Longobardi e d'Italia tra il 688 e il 689.

## Biografia

Situazione dell'Italia alla fine del VII secolo

Duca di Trento, ariano, si pose a capo della ribellione dei Longobardi delle regioni nord-orientali del Regno longobardo (l'Austria, secondo la terminologia del tempo) contro re Pertarito, intorno al 680. Probabilmente fu l'associazione al trono del figlio di Pertarito, Cuniperto, a far divampare una rivolta che opponeva le istanze guerriere e religiose di una parte ancora consistente dei Longobardi (pagani, ariani o aderenti allo Scisma tricapitolino) alla politica dinastica, filo-cattolica e di pacificazione portata avanti dalla dinastia Bavarese incarnata da Pertarito e Cuniperto.
Paolo Diacono tace sulla sua religione ma è evidente la sua affiliazione all'arianesimo in base anche al non celato disprezzo che nutriva per il clero, una classe sociale di valori totalmente diversi rispetto a quello dei guerrieri longobardi e legati, come naturale, alla dinastia cattolica.
Alachis, nel 678 circa, attaccò il conte dei Bavari (a cui loro davano il titolo di gravione) che dominava su Bolzano e altri castelli e lo sconfisse. Questo attacco era forse diretto a colpire dei possibili alleati cattolici della dinastia bavarese, anch'essi cattolici. Esaltato dalla vittoria, si ribellò al proprio sovrano e si fortificò nel castello di Trento. Perctarito lo assediò, ma venne sconfitto in una sortita che distrusse il suo accampamento e fece fuggire il re. Alachis era tuttavia legato da vincoli di amicizia al coreggente grazie alle quali salvò più volte Alachis dalle condanne a morte del padre. Egli quindi intercedette presso il sovrano allo scopo di raggiungere un accordo: Cuniperto insistette presso il padre per far sì che cedette ad Alachis del ducato di Brescia, sicuro che in futuro il duca sarebbe stato prezioso per sé, nonostante il padre lo avesse avvertito che lui sarebbe stato la sua rovina. La vicenda di Alachis costituisce l'unico caso di attribuzione di due ducati in una sola persona.
Quando, nel 688, Cuniperto succedette a Pertarito, la ribellione divampò nuovamente. Alachis, spalleggiato dai bresciani Aldone e Grausone, approfittò di un'assenza del re per occupare Pavia, capitale del regno, e costringere Cuniperto a rifugiarsi sull'isola Comacina. Il governo di Alachis si dimostrò però presto oppressivo e tirannico alienandogli così l'appoggio popolare, soprattutto per la sua politica ostile alla Chiesa cattolica e orientata a favore degli ariani. A seguito di un'incomprensione, Aldone e Grausone, convinti che Alachis fosse intenzionato a tradirli, convinsero Alachis ad andare a cacciare e di lasciargli la gestione del regno al suo posto, promettendogli la testa dello stesso re. Riuscirono quindi a convincerlo e lo allontanarono da così da Pavia. I due andarono sull'isola di Comacina, ottennero il perdono del re e gli promisero di aprirgli le porte di Pavia.
Alachis, ormai scalzato dalla capitale, passò per Piacenza e andò nella parte orientale attraversando l'Adda. Qua assoggettò le città con la diplomazia o la forza: Vicenza venne presa con la forza e costretta a legarsi ad Alachis, in seguito occupò Treviso. Alachis, accampato nei pressi del ponte del Livenza, nascosto nel bosco di Capulano, a quarantotto miglia da Cividale e sulla strada che andava verso Pavia, costrinse gli uomini friulani, che marciavano in ordine sparso e che volevano unirsi a Cuniperto, a giurargli fedeltà, intercettandoli quando erano isolati e facendo attenzione che nessuno potesse tornare indietro ad avvertire gli altri guerrieri in marcia.
Nel 689 Cuniperto, grazie al sostegno della popolazione e del clero cattolici, fu in grado di allestire un esercito con il quale affrontò l'usurpatore nella battaglia di Coronate, combattuta nella piana tra Trezzo e Cornate d'Adda, lungo il fiume che segnava il confine tra Austria e Neustria. Alachis, che si era alleato anche con Venezia, fu sconfitto e trucidato al termine della battaglia. La sua testa venne mozzata, le sue ginocchia spezzate e il suo cadavere rimase mutilato e informe. I friulani non intervennero a favore di nessuno dei due contendenti, ritornando in Friuli.

### Aldone e Grausone
Dopo la ribellione, Cuniperto progettò, assieme al suo marpahis, di assassinare Aldone e Grausone. Secondo una legenda popolare riportata da Paolo Diacono, i due vennero avvertiti da uno spirito maligno a cui, mentre era sotto forma di moscone, il re aveva mozzato una zampa con un coltello nel tentativo di ucciderlo. Lo spirito allora venne incontro ai due nei pressi della basilica di San Romano mentre stavano per recarsi a palazzo nelle vesti di uno zoppo, che aveva un piede troncato e una gamba di legno fino al ginocchio. I due quindi si rifugiarono nella basilica nei loro pressi. Quando il re lo venne a sapere, accuso il suo marpahis di aver trapelato il complotto, ma egli si difese dicendo che era sempre stato accanto a lui e non aveva mai avuto nessuno occasione di far trapelare qualcosa. Attraverso un messaggero che faceva da tramite tra i due e il re, Aldone e Grausone rivelarono, in cambio del perdono, chi li aveva informati. Il re comprese quindi che il moscone era in realtà uno spirito maligno. Egli quindi perdonò i due e li trattò da lì in avanti come suoi fedeli. Essi vennero sepolti in San Pietro di Beolco a Olgiate Molgora, forse in origine chiesa privata della famiglia: la struttura tombale e il corredo della sepoltura sono però oggi dispersi, ma è sopravvissuta l'iscrizione tombale, spezzata in più parti e reimpiegati nel muro di facciata dell'attuale edificio.